# Sybille von Obernitz

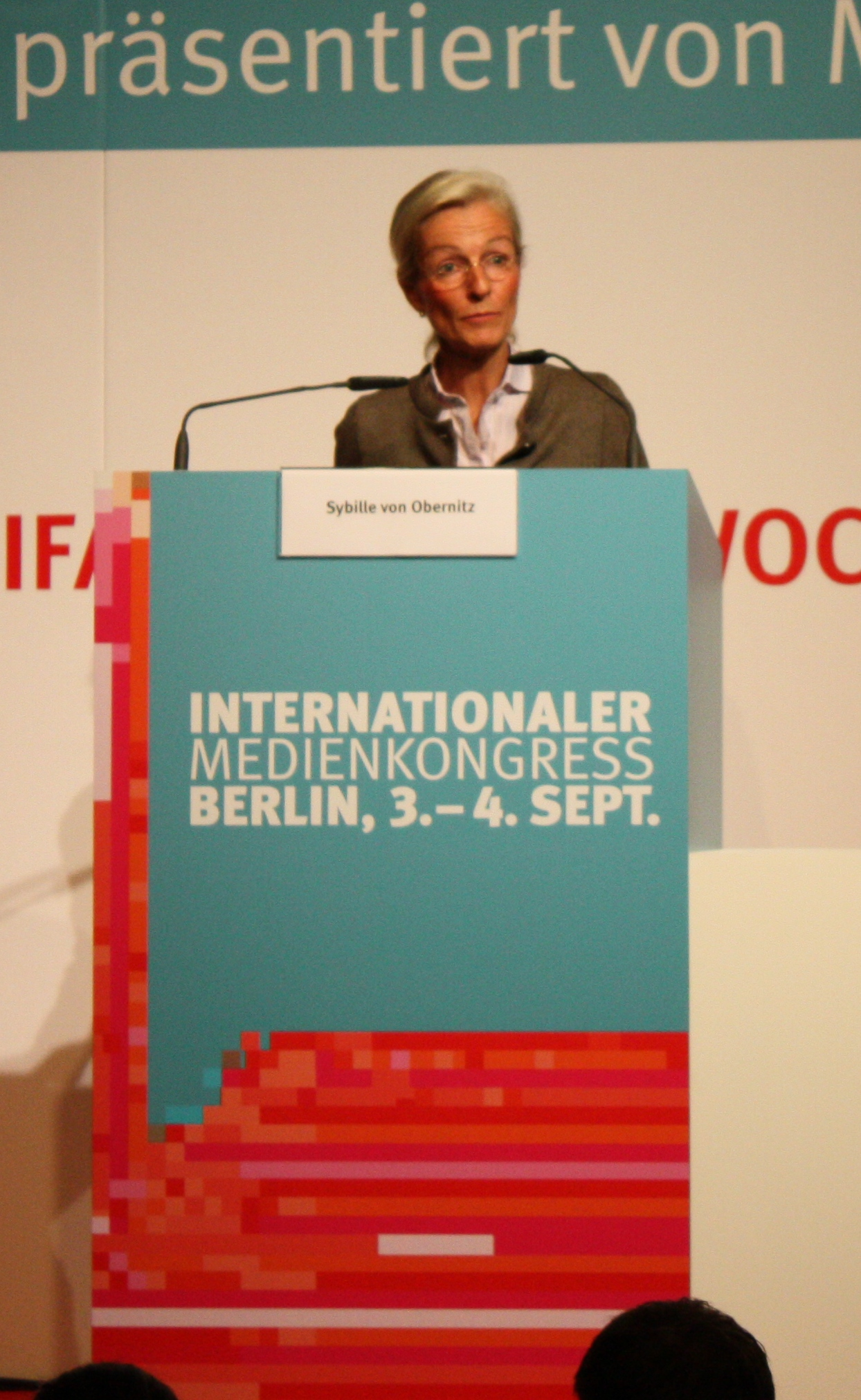
Obernitz beim Internationalen Medienkongress im Rahmen der IFA 2012

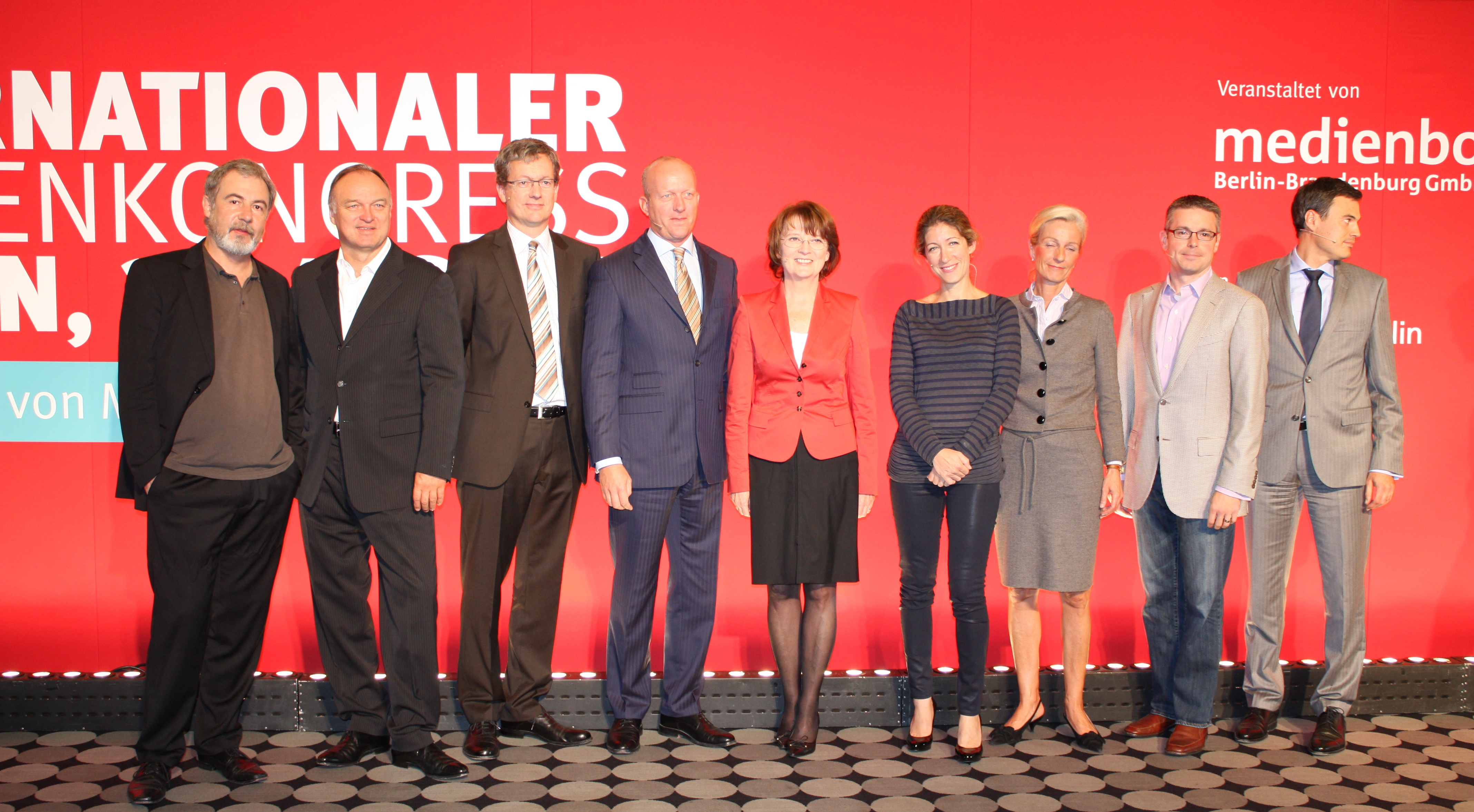
Obernitz auf dem Internationalen Medienkongress 2012

Sybille von Obernitz (* 11. März 1962 in Augsburg) ist eine parteilose deutsche Volkswirtin und Politikerin. Sie war vom 1. Dezember 2011 bis zum 11. September 2012 auf Vorschlag der CDU Senatorin für Wirtschaft, Technologie und Forschung in Berlin.

## Ausbildung
Von Obernitz machte 1981 am Anna Barbara von Stettenschen Institut in Augsburg ihr Abitur. Anschließend studierte sie 1981–1987 Politische Wissenschaften, Geschichte und später Volkswirtschaft in Freiburg und München und schloss ihr Studium 1987 an der Universität Freiburg als Diplom-Volkswirtin ab.

## IHK-Organisation (IHK und DIHK)
Nach ihrem Studium arbeitete Sybille von Obernitz zunächst als Referentin in den Bereichen Volkswirtschaft und Hauptgeschäftsführung bei der Augsburger Industrie- und Handelskammer. 1997 kam sie aus privaten Gründen mit ihrer Familie nach Berlin. Dort arbeitete sie rund drei Jahre zunächst als persönliche Referentin des IHK-Präsidenten und Hauptgeschäftsführers der IHK Berlin. Von 2001 bis 2003 leitete sie den Bereich Bildungs- und Wissenschaftspolitik. 2004 wechselte sie zum Deutschen Industrie- und Handelskammertag (DIHK) und leitete dort von Juli 2005 bis zu ihrer Ernennung als Senatorin den Bereich Berufliche Bildung, Bildungspolitik. Von 2004 bis zu ihrem Ausscheiden im DIHK war Sybille von Obernitz Mitglied im Hauptausschuss des Bundesinstituts für Berufsbildung (BiBB), der beispielsweise die Bundesregierung in „grundsätzlichen Fragen der Berufsbildung“ berät. Im Jahr 2010 gehörte von Obernitz auch dem Bundesjugendkuratorium an. Vom 1. Januar 2016 bis 28. Februar 2021 war von Obernitz Hauptgeschäftsführerin der Industrie- und Handelskammer Kassel-Marburg.

## Wirtschaftssenatorin in Berlin
Am 1. Dezember 2011 wurde Sybille von Obernitz zur Senatorin für Wirtschaft, Technologie und Forschung des Landes Berlin ernannt. Im Sommer 2012 wurde Obernitz massiv für die Ausschreibung der Stelle des Geschäftsführers der Messe Berlin kritisiert, die ohne Beteiligung des Aufsichtsrates veröffentlicht worden war. CDU-Landeschef Frank Henkel hielt eine weitere Zusammenarbeit daraufhin für nicht mehr möglich, so dass Sybille von Obernitz am 8. September 2012 um Entlassung bat. Ihr Entlassungsgesuch begründete sie mit mangelnder Unterstützung. Der Regierende Bürgermeister Klaus Wowereit entließ die Senatorin am 11. September 2012 aus ihrem Amt und ermöglichte ihr damit den Bezug eines Übergangsgeldes.